# Artūrs Strēlnieks
Artūrs Strēlnieks (Talsi, 31 luglio 1985) è un cestista lettone.
È il fratello di Jānis Strēlnieks, a sua volta cestista.

## Palmarès
- Campionato lettone: 2

VEF Riga: 2012-13, 2014-15